# Mycobacterium vaccae
Espèce
Mycobacterium vaccae est une bactérie non pathogène de la famille des Mycobacteriaceae vivant naturellement dans le sol. Son nom provient du latin vacca (vache), car elle a d'abord été cultivée à partir de bouse de vache en Autriche.
Cette bactérie pourrait jouer un rôle dans de nombreux domaines tels que l'immunothérapie pour l'asthme allergique, le cancer, la dépression, la lèpre, le psoriasis, la dermatite, l'eczéma et la tuberculose.
Les scientifiques pensent que l'exposition à Mycobacterium vaccae peut fonctionner comme un antidépresseur car elle stimule la production de sérotonine et de noradrénaline dans le cerveau. Plus précisément, elle induit la neurogenèse des neurones qui produisent ces deux composés,.
M. vaccae appartient au même genre que Mycobacterium tuberculosis, la bactérie qui cause la tuberculose. Les premiers essais ont indiqué que l'exposition à M. vaccae soulagerait les symptômes de la tuberculose. Toutefois, des tests en 2002 n'ont trouvé aucun avantage à l'immunothérapie avec M. vaccae chez les personnes atteintes de tuberculose. Il semble y avoir des résultats différents en raison de deux formes différentes de la bactérie (« lisse » et « rugueuse »), ainsi que des réactions variables selon les individus.